# Wildziege
Die Wildziege (Capra aegagrus) ist eine Säugetierart aus der Familie der Hornträger (Bovidae) und die Stammform der Hausziege. Sie ist in mehreren Unterarten im westlichen Asien verbreitet, die bekannteste davon ist die Bezoarziege (Capra aegagrus aegagrus).

## Merkmale
Wildziegen erreichen eine Kopf-Rumpf-Länge von 1,2 bis 1,6 Metern, hinzu kommt noch ein 15 bis 20 Zentimeter langer Schwanz. Die Schulterhöhe beträgt 0,7 bis 1 Meter und das Gewicht 25 bis 95 Kilogramm. Ihr Körperbau ist stämmig, die Gliedmaßen sind kräftig und die Hufe breit.
Männchen der Wildziege (Böcke) haben im Winter ein silberweißes Fell, die Unterseite und Teile des Gesichts sind schwarzbraun. Entlang des Rückens erstreckt sich ein schwarzer Streifen, darüber hinaus verläuft ein schwarzer Streifen im Bereich der Schulter vom Rücken zur Brust. Zum Sommer hin wird das Fell kürzer und die Grundfarbe rötlichbraun. Weibchen (Geißen) sind ganzjährig gelblichbraun gefärbt, weisen aber ebenfalls einen dunklen Rückenstreifen auf.
Beide Geschlechter tragen Hörner, die bei den Männchen allerdings deutlich größer sind. Die der Weibchen sind leicht gebogen, 20 bis 30 Zentimeter lang und relativ dünn. Die Hörner der Männchen sind säbelförmig nach hinten gebogen und können bis zu 1,3 Meter lang werden.

## Verbreitung und Lebensraum

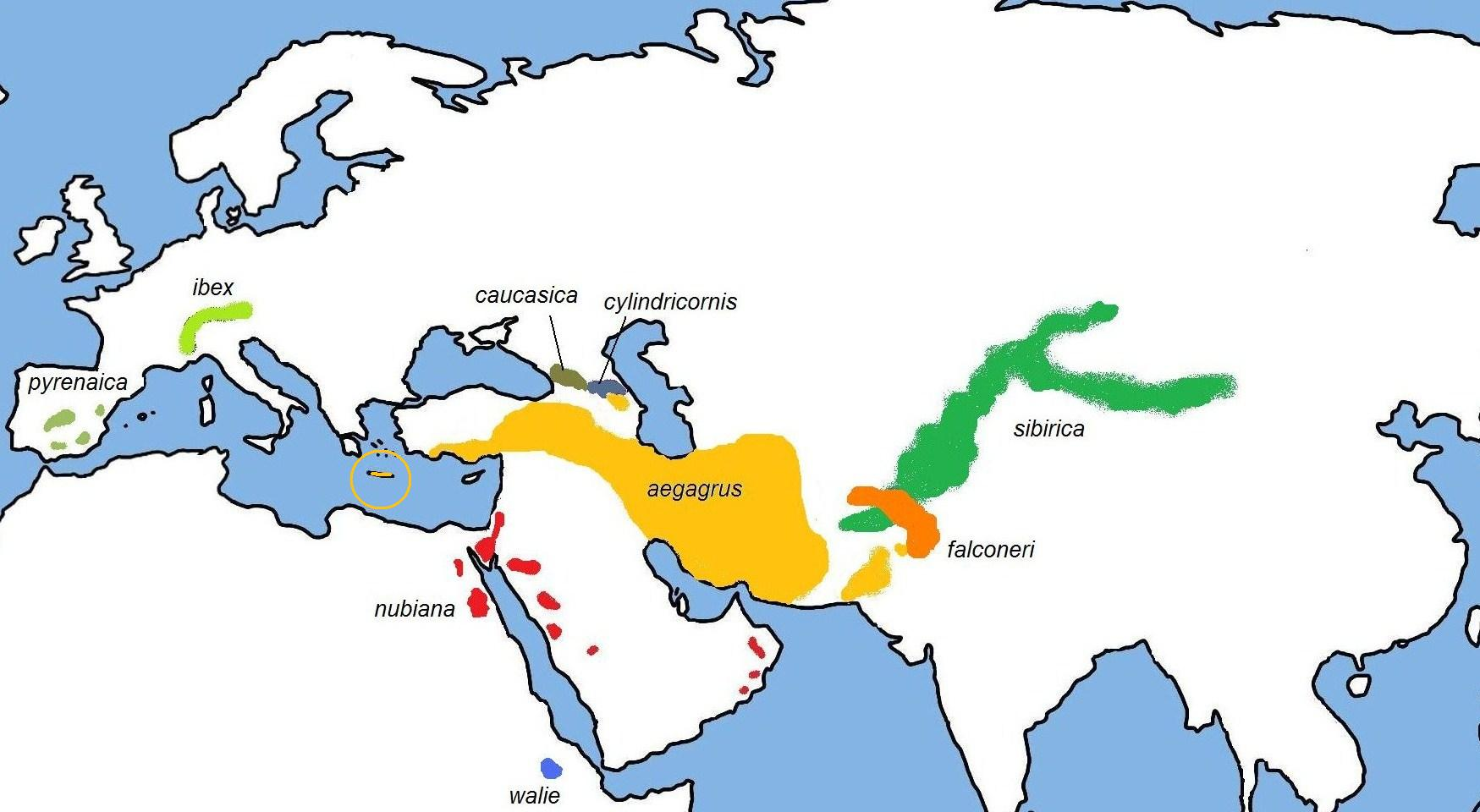
Verbreitungsgebiet der Wildziege (gelb)

Das ursprüngliche Verbreitungsgebiet der Wildziege umfasste Teile des westlichen Asien. Es reichte von Anatolien über die Kaukasus-Region bis Afghanistan und Pakistan. Bestände in Oman und auf einigen griechischen Inseln dürften auf früh verwilderte Tiere zurückgehen. Sie sind in einer Reihe von Biotopen zu finden, darunter Gebirgsregionen bis 4200 Meter Seehöhe, Randwüsten und Waldgebiete.

## Lebensweise

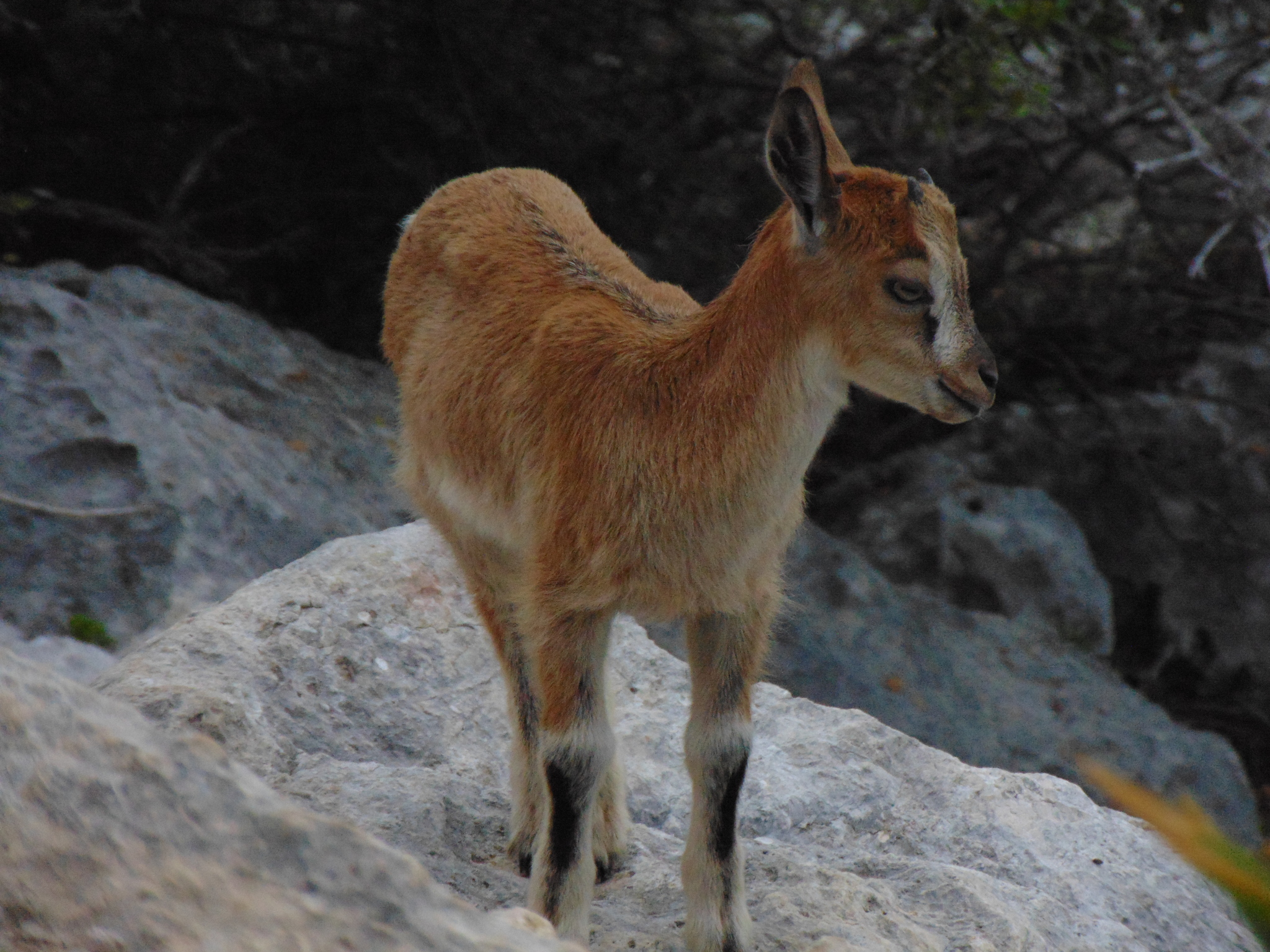
Jungtier

Wildziegen sind in erster Linie dämmerungsaktiv und gehen am frühen Morgen und am späten Nachmittag auf Nahrungssuche. In der heißen Jahreszeit ruhen sie tagsüber.
Sie sind sehr gute Kletterer, Unterarten wie Capra aegagrus blythi können sogar senkrechte Felswände ersteigen.
Wildziegen sind reine Pflanzenfresser, die Laub, Gräser und Kräuter zu sich nehmen. Um die Blätter von Gehölzen abzuweiden, erklettern sie auch Sträucher und niedrige Bäume.
Sie leben in Herden, die je nach Lebensraum und Region durchschnittlich 5 bis 25 Tiere umfassen. Weibliche Tiere leben mitsamt ihrem Nachwuchs ganzjährig in Weibchengruppen und ziehen sich nur zur Geburt kurz aus der Gruppe zurück. Männchen verbringen den größten Teil des Jahres in Junggesellengruppen aus rund 4 bis 5 Tieren. Innerhalb dieser Gruppen etablieren sie eine Rangordnung. Zur Paarungszeit schließen sie sich den Weibchenherden an und kämpfen teils heftig mit anderen Männchen um das Paarungsvorrecht. Die Paarung erfolgt je nach Region zwischen August und Dezember, nach einer 150- bis 170-tägigen Tragzeit bringt das Weibchen zwischen Januar und Mai ein bis zwei Jungtiere (Zicklein) zur Welt. Diese sind Nestflüchter, sie wiegen bei der Geburt rund 2 Kilogramm und können innerhalb von 24 Stunden laufen. Nach rund vier bis fünf Monaten werden sie entwöhnt, bleiben aber bis zur nächsten Paarungs- oder Geburtszeit bei der Mutter. Weibchen bringen mit rund drei Jahren erstmals Nachwuchs zur Welt.

## Systematik und Benennung

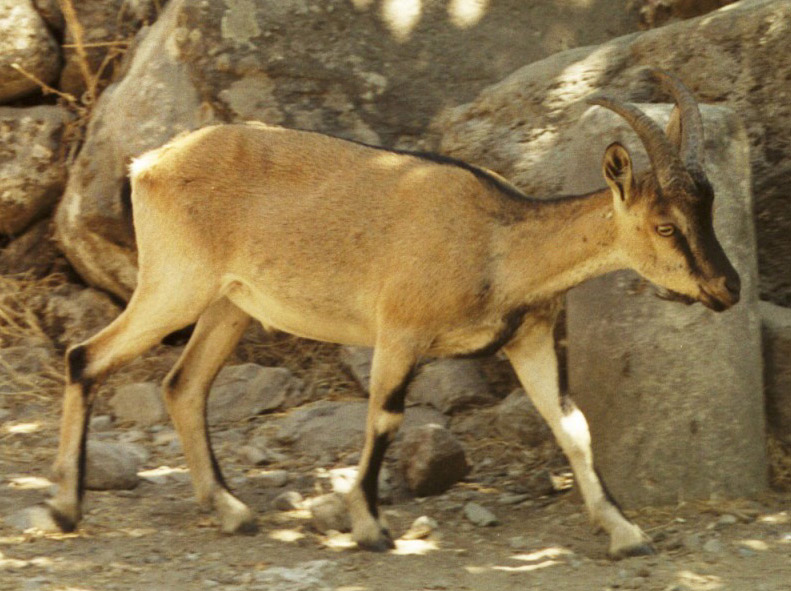
Die Kretische Wildziege gilt als eine Unterart der Wildziege, stammt aber möglicherweise von verwilderten Hausziegen ab.

Ursprünglich wurden die Hausziege (als Capra hircus) und die Wildziege (als Capra aegagrus) als zwei verschiedene Arten beschrieben. Heute werden sie zu einer Art zusammengefasst, laut Entscheidung des ICZN (Opinion 2027) ist aegagrus der gültige Name.

Sindh-Wildziegen im Kirthar-Nationalpark

Wilson und Reeder (2005) unterscheiden die folgenden sechs Unterarten (allerdings mit dem Artepitheton hircus):
- Die Hausziege (Capra aegagrus hircus) ist die domestizierte, heute weltweit verbreitete Form der Wildziege.
- Die Bezoarziege (C. a. aegagrus) ist von der Türkei bis Afghanistan verbreitet.
- Die Chiltan-Ziege (C. a. chialtanensis) lebt in Pakistan. Sie ist stark bedroht, es gibt nur noch 500 Exemplare. Bei dieser Unterart dürfte es sich um eine Hybridform zwischen Wild- und Schraubenziege handeln.
- Die Kretische Wildziege (C. a. cretica) lebt auf Kreta und angrenzenden Inseln.
- Capra aegagrus jourensis kommt auf der Sporadeninsel Gioura vor.
- Capra aegagrus picta ist auf der Kykladeninsel Andimilos beheimatet.

Der Status der letzten drei, nur auf griechischen Inseln vorkommenden Unterarten ist umstritten. Nach neueren Erkenntnissen und genetischen Untersuchungen sind diese Populationen allerdings eher vor langem verwilderte Hausziegen. Zwei weitere Unterarten, die Sindh-Wildziege (C. a. blythi) und die Turkmenische Wildziege (C. a. turcmenica), sind umstritten.

## Wildziegen und Menschen
Wildziegen wurden schon sehr früh domestiziert. Gesichert ist, dass es um 6000 v. Chr. bereits Hausziegen gab. Nach jüngeren archäologischen Funden im Iran ist es sogar möglich, dass die Domestikation etwa 8000 v. Chr. bereits vollzogen war. Von dort wurden Hausziegen über den Globus verbreitet – da es auf dem europäischen Festland nie Wildziegen gegeben hat, stammen alle europäischen Ziegen von asiatischen Vorfahren ab.
Die Wildziege selbst ist in ihrem Bestand bedroht. Die Gründe dafür sind die Bejagung und die Verdrängung aus ihrem Lebensraum durch Haustiere, auch durch Hausziegen. Die IUCN listet die Wildziege als gefährdet (vulnerable).